# Winterspelt
Winterspelt is een dorp en gemeente in de Duitse deelstaat Rijnland-Palts. 
Winterspelt telt 820 inwoners.
De gemeente ligt in de Schneifel, nabij de Belgische grens.

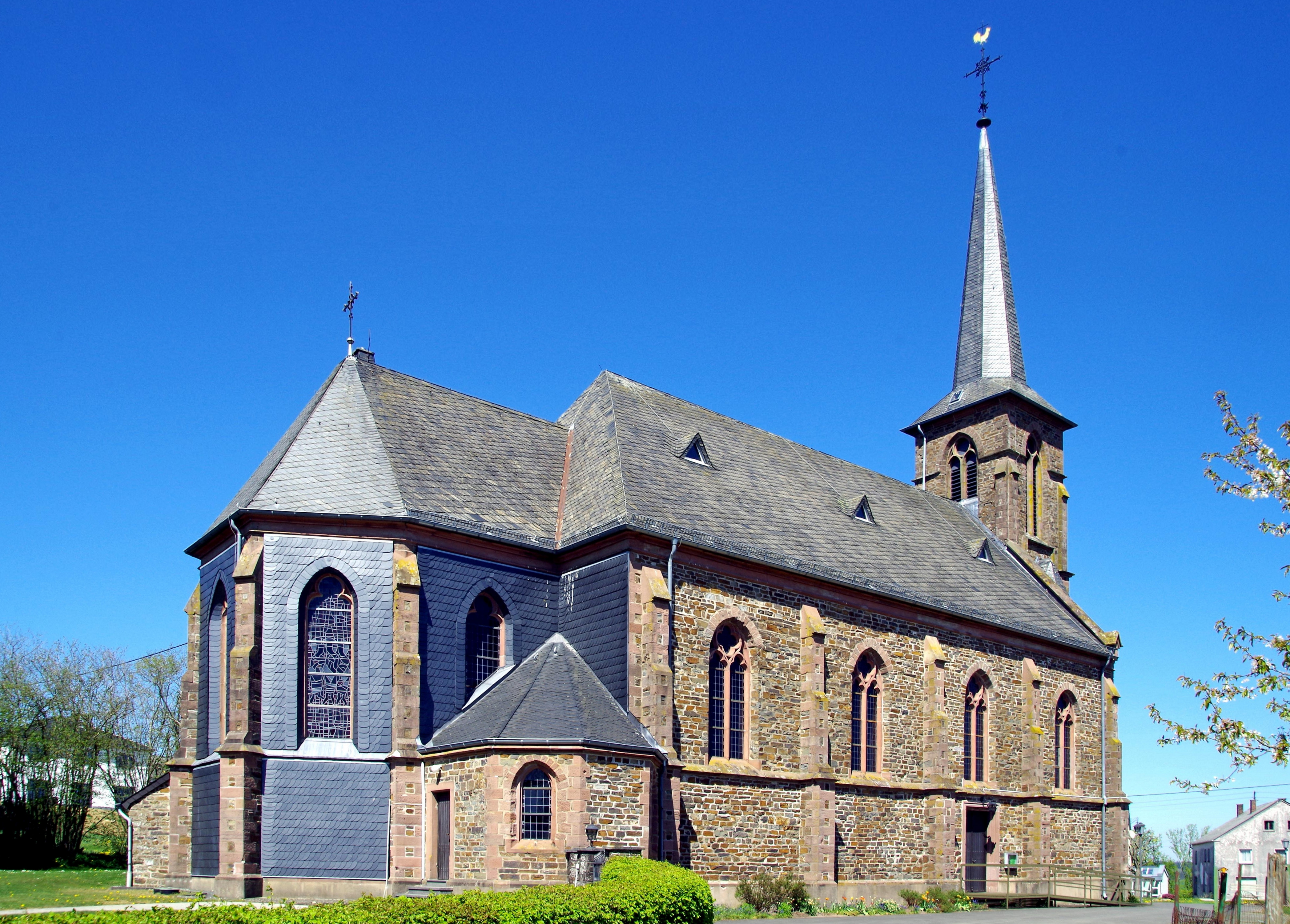
Kirche St. Michael

## Bestuur
De plaats is een Ortsgemeinde en maakt deel uit van de Verbandsgemeinde Prüm, in maakt in de Eifelkreis Bitburg-Prüm.

## Kernen
De volgende kernen maken deel uit van de gemeente:
- Winterspelt
- Eigelscheid
- Elcherath
- Hasselbach
- Heckhalenfeld
- Hemmeres
- Ihren
- Steinebrück
- Urb
- Wallmerath
- Weissenhof

## Geschiedenis
In het ancien régime was Winterspelt de hoofdplaats van een gemeente ("Schultheißerei"), waar ook Eigelscheid, Elcherath, Hemmeres, Ihren en Walmerath tot behoorden. Het naburige Urb behoorde tot de Schultheißerei Bleialf. Winterspelt en Urb behoorden tot het ambacht Prüm (Amt Prüm) in het Keurvorstendom Trier. Het nabije plaatsje Heckhalenfeld behoorde tot meierij Harspelt in de heerlijkheid Dasburg van het Hertogdom Luxemburg.
Op het eind van de 18de eeuw werd het gebied door Frankrijk bezet. Heckhalenfeld werd ingedeeld in het kanton Arzfeld in het Woudendepartement; Winterspelt in het kanton Schönberg in het Saardepartement.
Na de Franse bezetting en het Congres van Wenen in 1815 ging het gebied naar Pruisen. Winterspelt werd, net als Urb, een gemeente in de "Bürgermeisterei Winterscheid"; Heckhalenfeld werd een gemeente in de "Bürgermeisterei Leidenborn".
Na de Eerste Wereldoorlog werd het gebied aan de overkant van de Our met de Oostkantons bij België aangehecht, zodat Winterspelt nabij de landsgrens kwam te liggen.
In 1971 werden de gemeenten Urb en Heckhalenfeld bij de gemeente Winterspelt gevoegd.

## Bezienswaardigheden
- De Kirche St. Michael
- Hoeve ("Quereinhaus") uit 1749
- Langgestrekte hoeve ("Quereinhaus") uit 1882

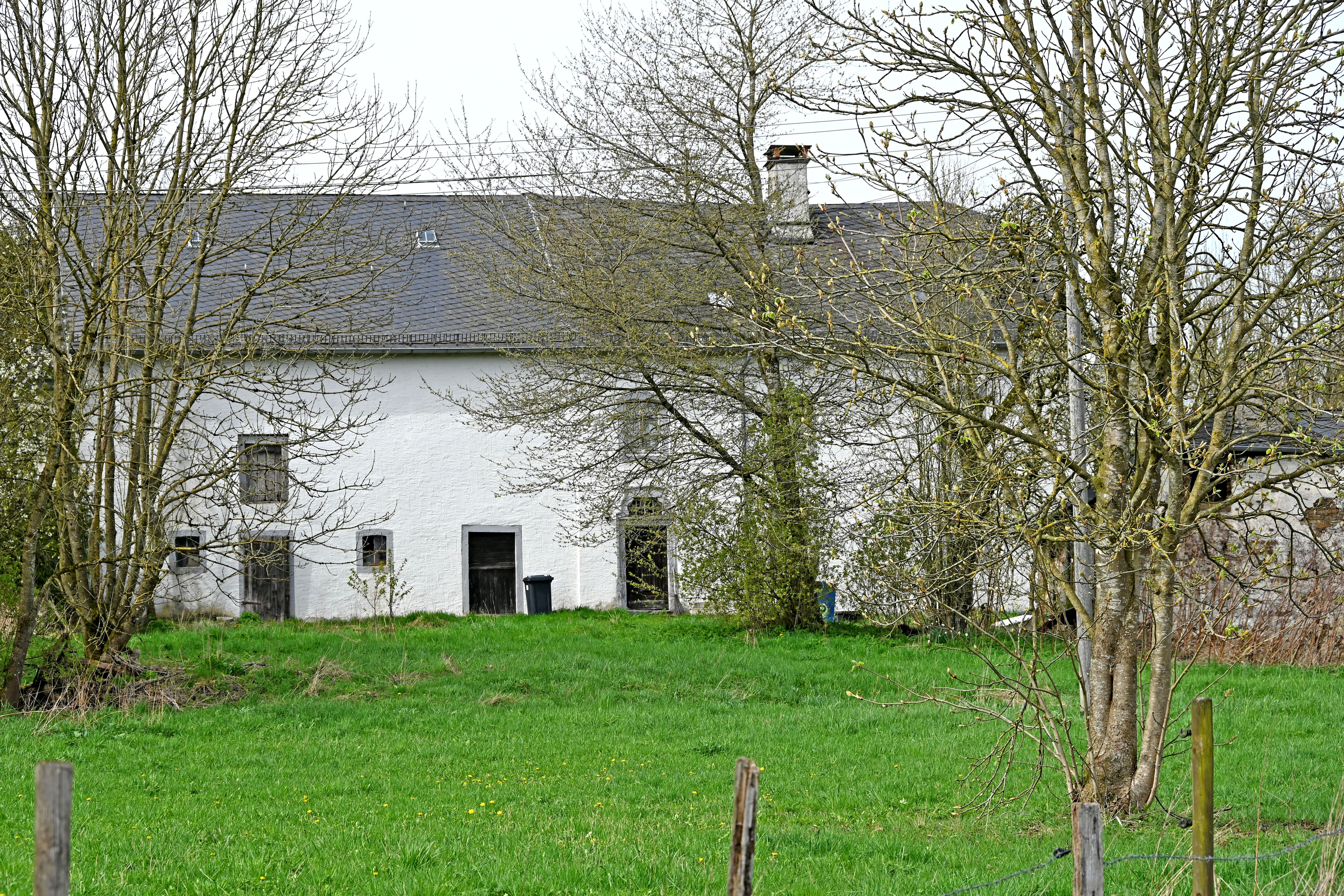
Hoeve uit 1749
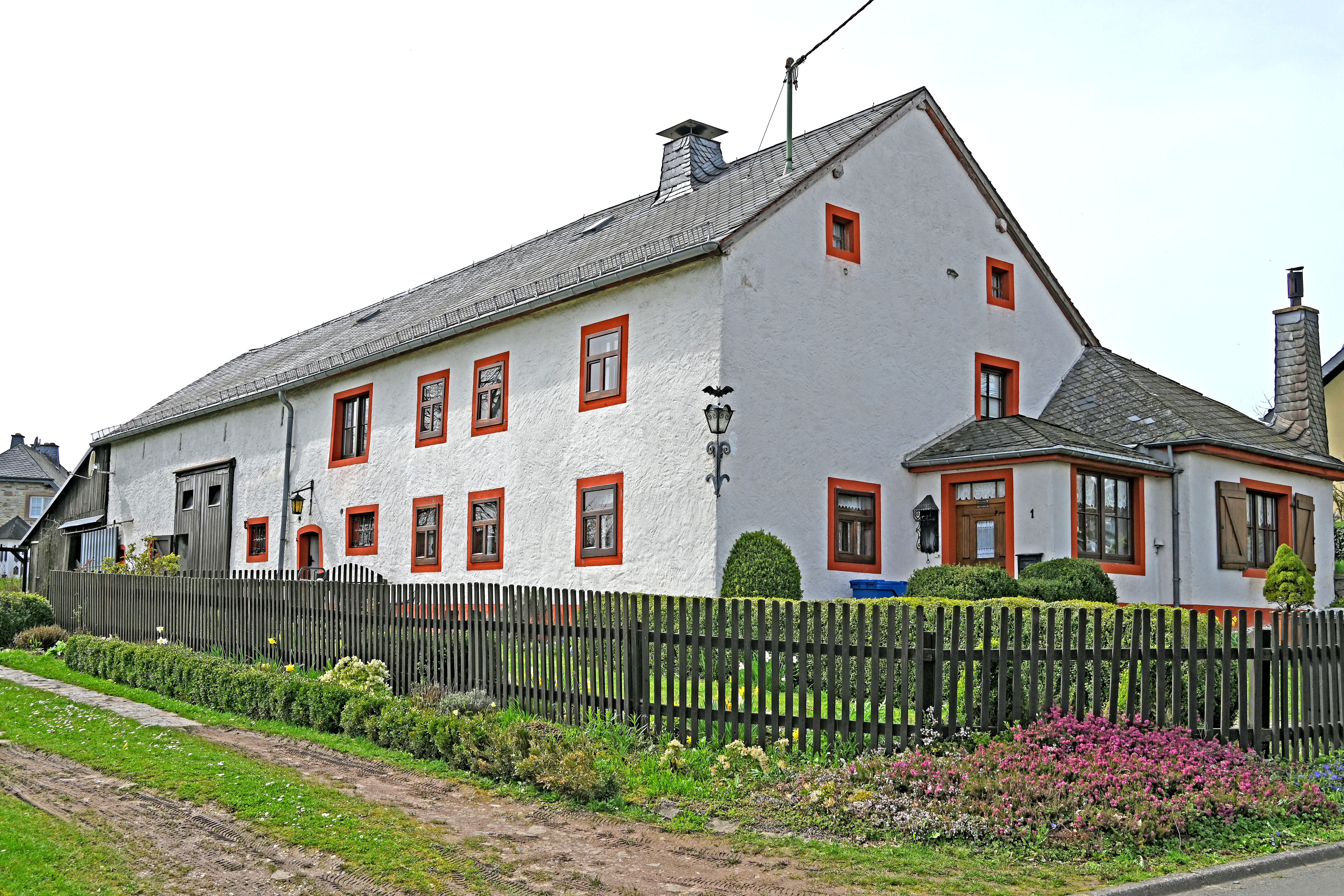
Hoeve uit 1882

## Verkeer en vervoer
Door Winterspelt loopt de autosnelweg Bundesautobahn 60/E42 die er een op- en afrit heeft.
Eigelscheid · Elcherath · Hasselbach · Heckhalenfeld · Hemmeres · Ihren · Steinebrück · Urb · Wallmerath · Weißenhof · Winterspelt
Verbandsvrije stad:  Bitburg